# フレジェ点

楕円におけるフレジェ点の構築。Fは点Mのフレジェ点である。

フレジェ点（フレジェてん、英: Frégier point、仏: Point de Frégier）は、ある点とそれを通る円錐曲線に対して定義される点である。

## 定義
フレジェの定理 ― 円錐曲線CとC上の点Mを作る。Cの弦を、弦に対する頂角Mが直角となるようにとる。このとき任意の弦はある定点Fを通る。
点FをMのフレジェ点という。
フレジェ自身による証明は解析的であった。

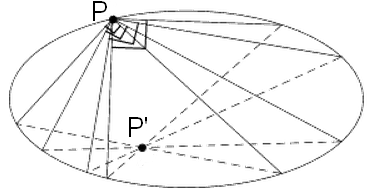
P'は楕円と点Pのフレジェ点。

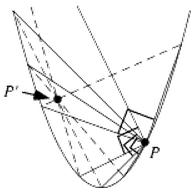
P'は放物線と点Pのフレジェ点。

1. Mを原点として軸の1本が円錐曲線に接するように直交座標系をとる。
2. 円錐曲線の方程式を計算する。
3. Mに対して直角を成す弦の方程式を算出する。
4. 全ての弦に属する点Fの存在を証明する[3]。

## 解釈

調和相応を用いたフレジェの定理の解釈。

点Oを中心とする円上に点Aをとる。直線dを相応の軸、Aを相応の中心とする調和相応（点Pを、直線dとAPの交点とAとにおける調和共役点に移す変換）による円の像は、点Aで円と接する円錐曲線となる。2点M, Nを円の直径の端点として、その調和相応の像M', N'を書いたとき、∠M'AN' = ∠MAN = 90°である。円の弦（直径）MNは常に円の中心Oを通るため、Oの調和相応の像としてフレジェ点Fの存在が示される。

## 応用
フレジェの定理によって、円錐曲線の接線の作図を行うことができる。
1. 点Mを通る直線とMにおけるその垂線を書く。
2. この2直線はMを通る円錐曲線と、それぞれMでない点で再び交わる。このときMと2交点は直角三角形を成す。
3. 操作1,2を他の直線で同様に行い円錐曲線におけるMのフレジェ点Fを作図する。
4. 直線MFに垂直なMを通る直線は、円錐曲線のMにおける接線となる[3]。

## 性質
- 円錐曲線上を点が動くとき、そのフレジェ点の軌跡はもとの円錐曲線とその中心で相似の位置にある円錐曲線となる[4]。特に円錐曲線が放物線であるときはその放物線を平行移動したものとなる。円の場合は、円の中心となる点に退化する。
- 4点を通る円錐曲線において、そのうちの1点Pのフレジェ点は、他の3点を頂点とする三角形におけるPの Orthotransversal（英語版） 上にある[5]。

## 一般化
直角を任意の角に置き換えたとき、弦の包絡線は、元の円錐曲線と相似な円錐曲線で、その中心はフレジェ点を通るある直線上にある。
任意の点Mについて、Mに対して直角を成す円錐曲線Cの弦の包絡線はMを焦点、MのCにおける極線を準線とする円錐曲線となる。
フレジェの定理は高次元に一般化することができる。
n次元空間の二次曲面上の点Mについて、二次曲面に内接し隣接面が直交するようなn次元単体の、Mの対面は定点を通る。